# Vụ sai phạm tại Tập đoàn Phúc Sơn
Vụ sai phạm tại Tập đoàn Phúc Sơn là một vụ án tham nhũng nghiêm trọng tại Việt Nam xoay quanh Công ty cổ phần Tập đoàn Phúc Sơn. Các sai phạm diễn ra trong nhiều năm ở nhiều tỉnh, thành khác nhau như Vĩnh Phúc, Quảng Ngãi, Vĩnh Long và Khánh Hòa. Tuy nhiên, đến cuối năm 2023, vụ án mới được biết đến rộng rãi khi Ủy ban nhân dân tỉnh Khánh Hòa chuyển hồ sơ vụ án về Trung ương. Đến ngày 26 tháng 2 năm 2024, vụ án chính thức được Bộ Công an Việt Nam khởi tố. Tính đến ngày 19 tháng 4 năm 2024, tổng cộng đã có 23 cá nhân bị khởi tố trong đó có 21 người bị bắt giữ, tạm giam và 2 người bị cấm đi khỏi nơi cư trú.
Vụ sai phạm cũng được cho là có liên quan đến việc ông Võ Văn Thưởng từ chức Chủ tịch nước vào ngày 20 tháng 3 năm 2024.

## Bối cảnh

### Tập đoàn Phúc Sơn
Công ty Trách nhiệm hữu hạn Thương mại và Xây dựng Phúc Sơn – tiền thân của Công ty cổ phần Tập đoàn Phúc Sơn được thành lập bởi Nguyễn Văn Hậu vào ngày 6 tháng 01 năm 2004 và từng được đổi tên thành Công ty cổ phần Đầu tư hạ tầng đô thị Phúc Sơn vào năm 2009. Sau đó, công ty này đổi thành tên gọi hiện nay vào năm 2010. Khi chuyển đổi tên vào năm 2010, Nguyễn Văn Hậu người sáng lập Công ty ban đầu sở hữu 84,6% vốn góp tương đương 109,8 tỷ đồng. Vào năm 2014, lợi nhuận công ty chỉ đạt 100 triệu nhưng đến năm 2017, vốn điều lệ đã đăng lên 2.000 tỷ đồng, có giai đoạn con số này còn lên tới 4.000 tỷ đồng. Doanh nghiệp cũng từng có một dự án lớn nhất từng xây dựng tại Đường bờ Nam sông Trà Khúc ở Quảng Ngãi với tổng vốn đầu tư lên tới 999 tỷ đồng. Đến năm 2015, công ty đã mở rộng phạm vi hoạt động kéo dài từ Bắc vào Nam.
Trên trang web chính thức, công ty này tự nhận mình là "một trong những công ty xây dựng và kinh doanh bất động sản hàng đầu của tỉnh Vĩnh Phúc cũng như các tỉnh phía Bắc". Doanh nghiệp này cũng đã từng là nhà thầu chính trong việc tu sửa Di tích lịch sử Đền Hùng ở tỉnh Phú Thọ. Doanh nghiệp cũng từng tham gia nhiều dự án dân dụng tại Vĩnh Phúc, Phú Thọ, Tuyên Quang, Quảng Trị, Quảng Ngãi, Hà Nội, Khánh Hòa... Nguyễn Văn Hậu còn là đại diện hợp pháp cho nhiều công ty con khác như: Công ty cổ phần đầu tư xây dựng Phúc Khánh, Công ty cổ phần Đầu tư thương mại và bất động sản Thăng Long, Công ty Trách nhiệm hữu hạn Một thành viên khu đô thị Bàu Giang, Công ty cổ phần Đầu tư hạ tầng công nghiệp Phúc Sơn. Tháng 10 năm 2015, dự án Công viên nghĩa trang Thiên An Viên ở Vĩnh Phúc được quy hoạch xây dựng thành công viên nghĩa trang lớn nhất Đông Nam Á của Tập đoàn Phúc Sơn đã bị dừng triển khai do không được phê duyệt quy hoạch. Dự án chợ đầu mối Vĩnh Tường do thành viên của Tập đoàn Phúc Sơn tham gia cũng từng có nhiều bê bối. Đến nay, Tập đoàn Phúc Sơn đã có 21 dự án với tổng đầu tư 40.000 tỷ đồng khắp cả nước.

### Chiến dịch đốt lò
Bắt đầu từ những năm 2020, chính quyền Việt Nam bắt đầu gia tăng triệt phá nhiều tổ chức tội phạm liên quan đến tham nhũng, kinh tế và buôn lậu. Nhiều vụ án kinh tế, tham nhũng lớn đã được phơi bày như Tập đoàn FLC, Tân Hoàng Minh, Vạn Thịnh Phát, Công ty Việt Á, Công ty AIC... Nhiều vụ sai phạm còn liên quan đến lãnh đạo cấp cao của Việt Nam như một phần trong chiến dịch đốt lò của Tổng Bí thư Đảng Cộng sản Việt Nam Nguyễn Phú Trọng. Chiến dịch này được gia tăng mạnh mẽ hơn trong vòng 2 năm qua. Có cáo buộc cho rằng nó đang được sử dụng cho mục đích chính trị nhằm tranh giành quyền lực nội bộ, Bộ Ngoại giao Việt Nam đã phát biểu phủ nhận cáo buộc này.

## Diễn biến

### Quá trình sai phạm

#### Vĩnh Phúc
Năm 2010, Tập đoàn Phúc Sơn được Ủy ban nhân dân tỉnh Vĩnh Phúc phê duyệt giao cho gói thầu số 1 và số 3 xây dựng 5 năm công trình cải tạo nâng cấp đê tả sông Hồng kết hợp với đường giao thông kéo dài 28 km với 17 km đi quan huyện Vĩnh Tường và 11 km đi qua huyện Yên Lạc với tổng vốn đầu tư là 1.500 tỷ đồng. Trong đó, Trung ương đầu tư 70%, phần còn lại là ngân sách từ tỉnh. Tổng hai gói thầu xây dựng của Tập đoàn Phúc Sơn được đầu tư khoảng 940 tỷ đồng. Tuy nhiên, quá trình thực hiện đơn vị này thường xuyên bị chậm tiến độ. Vào tháng 6 năm 2021, Sở Xây dựng Vĩnh Phúc đã cấp giấy phép xây dựng cho Tập đoàn Phúc Sơn và đất đợt 1 để bắt đầu thực hiện xây dựng Khu đô thị mới Tứ Trưng – Vĩnh Tường ở Vĩnh Phúc. Dự án có quy mô 30,2 ha với 12,6 ha đất ở. Tuy nhiên, sang năm 2022, Sở Xây dựng Vĩnh Phúc đã liệt kê dự án vào trong danh sách 28 dự án bất động sản chưa được phép chuyển nhượng quyền sử dụng đất nhưng đã đầu tư cơ sở hạ tầng. Ngoài ra, Tập đoàn Phúc Sơn cũng có dự án tại Khu Trung tâm thương mại và nhà ở Phúc Sơn giai đoạn hai với tổng chi phí thực hiện là 1.668 tỷ đồng và theo kế hoạch phải hoàn thành vào cuối năm 2021. Tuy nhiên, đến nay dự án vẫn chưa được hoàn tất.

#### Quảng Ngãi
Năm 2012, Tập đoàn Phúc Sơn bắt đầu bước chân vào Quảng Ngãi sau khi trúng thầu thi công dự án đường bờ Nam sông Trà Khúc, nay là đường Trường Sa. Tuyến đường đầu tư dài khoảng 8,7 km, với tổng vốn 999 tỷ đồng, nối cầu Trà Khúc 2 đến đường ven biển Dung Quất – Sa Huỳnh do Sở Giao thông – Vận tải tỉnh Quảng Ngãi là chủ đầu tư. Tuy nhiên, đến tháng 9 năm 2015, Thanh tra Chính phủ đã phát hiện không có sự đồng bộ trong quy hoạch, kế hoạch đầu tư và quy mô phân kỳ đầu tư gây thiệt hại 11,3 tỷ đồng. Ngoài ra, công ty Công ty cổ phần Hoàng Thịnh Đạt, công ty thành viên của Tập đoàn Phúc Sơn cũng đã trúng thầu xây dựng Khu đô thị công nghiệp Dung Quất tại Khu kinh tế Dung Quất. Tuy nhiên, đến hiện tại, dự án vẫn chưa được thi công. Mặc dù vậy, công ty này vẫn không bị rút giấy phép đầu tư khỏi dự án. Tại đây, Công ty cổ phần Hoàng Thịnh Đạt còn thâu tóm Công ty cổ phần Cấp thoát nước và xây dựng Quảng Ngãi chiếm 72,55 % cổ phần, trong khi đó Ủy ban nhân dân tỉnh Quảng Ngãi chỉ sở hữu 23,36 %. Đến tháng 7 năm 2022, Công ty cổ phần Đầu tư thương mại và bất động sản Thăng Long – một công ty thành viên khác của Tập đoàn Phúc Sơn lại tiếp tục được tỉnh Quảng Ngãi cấp quyết định đầu tư dự án Khu đô thị Bàu Giang.

#### Khánh Hòa chuyển điều tra cho Trung ương
Năm 2004, sân bay Cam Ranh được hoàn thành, sân bay Nha Trang bắt đầu ngừng đón khách và trở thành căn cứ quân đội. Sau đó 5 năm, phần đất này được trao trả lại cho địa phương nhằm phát triển kinh tế – xã hội. Tháng 11 năm 2015, Thủ tướng Chính phủ có chỉ đạo yêu cầu tạm dừng các dự án trung tâm hành chính ở tỉnh Khánh Hòa. Tuy nhiên, tháng 10 năm 2016, Ủy ban nhân dân tỉnh Khánh Hòa lại thu hồi 62,3 ha đất ở khu vực sân bay Nha Trang cũ giao cho Công ty Cổ phần Tập đoàn Phúc Sơn nhằm thực hiện dự án trung tâm đô thị – dịch vụ – tài chính – du lịch Nha Trang trên một phần diện tích sân bay Nha Trang cũ với phân khu 2A, 2 và 3. Sang tháng 2 năm 2018, Ủy ban nhân dân tỉnh Khánh Hòa tiếp tục giao giao số diện tích cho Tập đoàn Phúc Sơn theo hợp đồng của dự án BT, các dự án này đều không thông qua đấu giá mà được giao chỉ định. Cả 3 dự án lần lượt là: Dự án các tuyến đường, các nút giao thông kết nối khu sân bay Nha Trang; dự án nút giao Ngọc Hội và dự án đường Vành đai kết nối nút giao thông Ngọc Hội. Đến năm 2021, Thanh tra Chính phủ kết luận việc tỉnh Khánh Hòa "giao đất, cho thuê đất là vi phạm quy định của Luật Đất đai, không phù hợp với chủ trương sử dụng quỹ đất tại sân bay Nha Trang để hoàn vốn cho các dự án BT". Trong khi đó, 3 dự án của Công ty Phúc Sơn đều không được hoàn thành đưa vào khai thác cuối năm 2017. Tập đoàn này sau đó cũng đã gia hạn đến tháng 6 năm 2021 để hoàn thành như lúc này cũng chỉ mới thi công được 27% khối lượng xây lắp. Sang tháng 8 năm 2022, tổng tiến độ của 3 dự án BT cũng chỉ mới đạt khoảng 38%.
Ngày 20 tháng 9 năm 2022, Ủy ban nhân dân tỉnh Khánh Hoa gửi văn bản yêu cầu Tập đoàn Phúc Sơn khẩn trương nộp ngân sách theo nghĩa vụ tài chính với số tiền là 11.994 tỷ đồng từ các dự án BT ở địa phương. Sau đó, phía Tập đoàn Phúc Sơn cũng có phản hồi và cho rằng số tiền tỉnh truy thu "chưa có đầy đủ căn cứ pháp lý để tính toán". Theo ông Lê Hữu Hoàng – Phó Chủ tịch Thường trực UBND tỉnh Khánh Hòa, số tiền mà địa phương này thu hồi là một trong số các hạn chế chậm khắc phục các sai phạm, thu hồi tài sản bị thất thoát theo Ủy ban Kiểm tra Trung ương và Kết luận của Thanh tra Chính phủ thông báo cho tỉnh. Mặc dù các dự án BT chưa hoàn thành, nhưng giai đoạn này Tập đoàn đã phân lô bán nền các dự án và thu tiền từ người dân mua đất. Dự án đã bị chia thành 1.300 lô đất nhà ở và hàng trăm biệt thị, với tổng vốn đầu tư lên 10.000 tỷ đồng. Đến ngày 30 tháng 11 năm 2023, Ủy ban nhân dân tỉnh Khánh Hòa chính thức đưa các tài liệu có liên quan sang Bộ Quốc phòng. Trưởng Ban Chỉ đạo về phòng chống tham nhũng, tiêu cực Trung ương cũng giao cho Cục Điều tra Bộ Quốc phòng phối hợp cùng Viện kiểm sát Quân sự Trung ương tiến hành xác minh 3 dự án BT của Tập đoàn Phúc Sơn.

### Bàn giao vụ án cho Trung ương
Tối ngày 26 tháng 2 năm 2024, Người phát ngôn Bộ Công an – Trung tướng Tô Ân Xô thông tin về việc Cơ quan điều tra Bộ Công an tiến hành khởi tố vụ án "Vi phạm quy định về kế toán gây hậu quả nghiêm trọng" xảy ra tại Tập đoàn Phúc Sơn, Công ty cổ phần Đầu tư Thương mại và Bất động sản Thăng Long và nhiều đơn vị liên quan. Đồng thời, Bộ Công an cũng ra quyết định khởi tố bị can, bắt giữ ông Nguyễn Văn Hậu (tên khác "Hậu Pháo") là Chủ tịch Hội đồng quản trị Công ty cổ phần Tập đoàn Phúc Sơn cùng với Nguyễn Thị Hằng – Phó Tổng giám đốc Công ty cổ phần Tập đoàn Phúc Sơn; Đỗ Thị Mai – Kế toán trưởng; Hoàng Thị Tuyết Hạnh – Kế toán viên; Trần Hữu Định – Giám đốc Công ty cổ phần Đầu tư Nam Á Group và Nguyễn Hồng Sơn – lao động tự do vì có hành vi giả mạo, khai man... gây thiệt hại nghiêm trọng cho nhà nước theo khoản 3, Điều 221 Bộ luật Hình sự năm 2015 (sửa đổi, bổ sung năm 2017). Viện Kiểm sát nhân dân tối cao đồng thời cũng đã phê duyệt các quyết định tố tụng. Theo điều tra của Bộ Công an, chỉ qua hai dự án tại tỉnh Vĩnh Phúc, công ty này đã trốn thuế khoảng 640 tỷ đồng. Ngoài ra, nhiều tỷ tiền thuế, nhiều dự án khác chưa đủ điều kiện cũng được doanh nghiệp này đưa vào bán thu tiền của người dân. Ông Xô còn chia sẻ thêm về việc Phó Tổng giám đốc Công ty này thậm chí còn chỉ mới học đến lớp 4. Thiếu tướng Nguyễn Văn Thành, Phó Cục trưởng Cục Cảnh sát điều tra tội phạm về tham nhũng, kinh tế, buôn lậu được giao phó thụ lý vụ án.
Sang ngày 8 tháng 3, Bộ Công an khởi tố bổ sung tội danh "Nhận hối lộ", "Vi phạm quy định về đấu thầu gây hậu quả nghiêm trọng", "Lợi dụng ảnh hưởng đối với người có chức vụ, quyền hạn để trục lợi" và mở rộng vụ án tại Vĩnh Phúc, Quảng Ngãi và Vĩnh Long. Đồng thời, khởi tố bắt tạm giam thêm 9 bị can bao gồm: Hoàng Thị Thúy Lan (Bí thư Tỉnh ủy, Trưởng Đoàn đại biểu Quốc hội, Chủ tịch Hội đồng nhân dân tỉnh Vĩnh Phúc); Lê Duy Thành (Phó Bí thư Tỉnh ủy, Chủ tịch Ủy ban nhân dân, Đại biểu Hội đồng nhân dân tỉnh Vĩnh Phúc); Cao Khoa (Chủ tịch Ủy ban nhân dân tỉnh Quảng Ngãi); Đặng Văn Minh (Phó Bí thư Tỉnh ủy, Chủ tịch Ủy ban nhân dân, Đại biểu Hội đồng nhân dân, Giám đốc Sở Giao thông vận tải tỉnh Quảng Ngãi); Hà Hoàng Việt Phương (Trưởng Ban Quản lý khu kinh tế Dung Quất và các khu công nghiệp, Phó Giám đốc Sở Giao thông vận tải tỉnh Quảng Ngãi); Phạm Ngọc Thủy (Phó Giám đốc Sở Giao thông vận tải, Trưởng phòng Kỹ thuật & Chất lượng Sở Giao thông vận tải tỉnh Quảng Ngãi); Lê Quốc Đạt (Giám đốc Ban Quản lý dự án Đầu tư xây dựng các công trình giao thông, Trưởng Phòng Quản lý Đầu tư Sở Giao thông vận tải tỉnh Quảng Ngãi); Phạm Ngọc Cương (Phó Tổng Giám đốc Tập đoàn Phúc Sơn); Đặng Trung Hoành (Chánh Văn phòng Huyện ủy huyện Mang Thít, tỉnh Vĩnh Long). Riêng bị cáo Hoành, đã được Hậu pháo khai về ciệc chuyển cho ông 64 tỷ đồng sử dụng cho nhiều mục đích khác nhau. Đồng thời, Cơ quan Cảnh sát điều tra Bộ Công an cũng phát thông báo yêu cầu các đối tượng liên quan khẩn trương đầu thú, tố giác tội phạm và khắc phục hậu quả nhằm được hưởng khoan hồng của pháp luật. Sau đó một ngày, Hoàng Thị Thúy Lan đã có nghị quyết tạm đình chỉ nhiệm vụ đại biểu Quốc hội từ Ủy ban Thường vụ Quốc hội.
Ngày 18 tháng 3, trong kỳ họp thứ 38 của Ủy ban Kiểm tra Trung ương đã quyết định kỷ luật Hoàng Thị Thúy Lan, Lê Duy Thành, Đặng Văn Minh, Cao Khoa và Hà Hoàng Việt Phương do "suy thoái về tư tưởng chính trị, đạo đức, lối sống". Trong ngày 27 tháng 3, ông Lê Viết Chữ (Phó Chủ tịch, Chủ tịch Ủy ban nhân dân, Bí thư Tỉnh ủy Quảng Ngãi) chính thức bị khởi tố và bắt giữ với tội danh "nhận hối lộ" nhằm tạo điều kiện cho phép Tập đoàn Phúc Sơn trúng thầu thi công dự án đường bờ Nam sông Trà Khúc ở địa phương; Phạm Hoàng Anh (Phó Bí thư Thường trực Tỉnh ủy, Giám đốc Sở Xây dựng tỉnh Vĩnh Phúc) cũng đã bị bắt giữ về tội nhận hối lộ. Bị can này được cho là đã nhận tiền hối lộ nhằm hỗ trợ Tập đoàn Phúc Sơn trúng thầu dự án Chợ Đầu mối Vĩnh Tường. Đến ngày 9 tháng 4, tại Trụ sở Trung ương Đảng, Ban Bí thư Trung ương Đảng Cộng sản Việt Nam đã kỷ luật 7 cán bộ bao gồm 4 cán bộ có sai phạm liên quan đến Tập đoàn Phúc Sơn bằng hình thức khai trừ khỏi Đảng Cộng sản Việt Nam. Các cá nhân bao gồm: Lê Duy Thành; Đặng Văn Minh; Cao Khoa; Hà Hoàng Việt Phương.
Đến ngày 23 tháng 4, Bộ Công an tiếp tục công bố khởi tố 6 cá nhân khác với 4 cá nhân bị bắt giữ liên quan đến các sai phạm tại Tập đoàn Phúc Sơn bao gồm Nguyễn Văn Khước (Phó Chủ tịch Ủy ban nhân dân tỉnh Vĩnh Phúc, Chủ tịch Hội đồng thẩm định giá đất tỉnh Vĩnh Phúc); Chu Quốc Hải (Phó Giám đốc Sở Tài nguyên và Môi trường tỉnh Vĩnh Phúc); Hoàng Văn Nhiệm (Phó Giám đốc Sở Tài chính tỉnh Vĩnh Phúc) về tội "Nhận hối lộ" và Cao Đại Nghĩa (Phó Trưởng phòng Giá, Cục Quy hoạch và Phát triên tài nguyên đất, Bộ Tài nguyên và Môi trường) với tội danh "Lợi dụng chức vụ, quyền hạn trong khi thi hành công vụ". Hai cá nhân khác bị cấm rời khỏi nơi cư trú bao gồm Đinh Thị Thư Hương (Trưởng phòng giá đất bồi thường tái định cư, Chi cục Quản lý đất đai, Sở Tài nguyên và Môi trường, thành viên Tổ giúp việc cho Hội đồng thẩm định giá đất tỉnh Vĩnh Phúc) và Nguyễn Ngọc Huy (Giám đốc Công ty Thẩm định giá Nam Hà) về tội danh "Lợi dụng chức vụ, quyền hạn trong khi thi hành công vụ".

## Các cá nhân liên quan

### Cá nhân bị khởi tố
Chú thích
     Bị bắt giữ
     Bị cấm rời khỏi nơi cư trú
| STT | Đối tượng                 | Chức vụ | Thời gian khởi tố   | Nguồn  |
| --- | ------------------------- | --- | ------------------- | ------ |
| 1   | Nguyễn Văn Hậu (Hậu pháo) | Chủ tịch Hội đồng quản trị Công ty cổ phần Tập đoàn Phúc Sơn | 26 tháng 2 năm 2024 | [ 20 ] |
| 2   | Nguyễn Thị Hằng           | Phó Tổng giám đốc Công ty cổ phần Tập đoàn Phúc Sơn | 26 tháng 2 năm 2024 | [ 20 ] |
| 3   | Đỗ Thị Mai                | Kế toán trưởng Công ty cổ phần Tập đoàn Phúc Sơn | 26 tháng 2 năm 2024 | [ 20 ] |
| 4   | Hoàng Thị Tuyết Hạnh      | Kế toán viên Công ty cổ phần Tập đoàn Phúc Sơn | 26 tháng 2 năm 2024 | [ 20 ] |
| 5   | Trần Hữu Định             | Giám đốc Công ty cổ phần Đầu tư Nam Á Group | 26 tháng 2 năm 2024 | [ 20 ] |
| 6   | Nguyễn Hồng Sơn           | Lao động tự do | 26 tháng 2 năm 2024 | [ 20 ] |
| 7   | Hoàng Thị Thúy Lan        | Bí thư Tỉnh ủy, Trưởng Đoàn đại biểu Quốc hội, Chủ tịch Hội đồng nhân dân tỉnh Vĩnh Phúc                                                                                 | 8 tháng 3 năm 2024  | [ 22 ] |
| 8   | Lê Duy Thành              | Phó Bí thư Tỉnh ủy, Chủ tịch Ủy ban nhân dân, Đại biểu Hội đồng nhân dân tỉnh Vĩnh Phúc                                                                                  | 8 tháng 3 năm 2024  | [ 22 ] |
| 9   | Cao Khoa                  | Chủ tịch Ủy ban nhân dân tỉnh Quảng Ngãi | 8 tháng 3 năm 2024  | [ 22 ] |
| 10  | Đặng Văn Minh             | Phó Bí thư Tỉnh ủy, Chủ tịch Ủy ban nhân dân, Đại biểu Hội đồng nhân dân, Giám đốc Sở Giao thông vận tải tỉnh Quảng Ngãi                                                 | 8 tháng 3 năm 2024  | [ 22 ] |
| 11  | Hà Hoàng Việt Phương      | Trưởng Ban Quản lý khu kinh tế Dung Quất và các khu công nghiệp, Phó Giám đốc Sở Giao thông vận tải tỉnh Quảng Ngãi                                                      | 8 tháng 3 năm 2024  | [ 22 ] |
| 12  | Phạm Ngọc Thủy            | Phó Giám đốc Sở Giao thông vận tải, Trưởng phòng Kỹ thuật & Chất lượng Sở Giao thông vận tải tỉnh Quảng Ngãi                                                             | 8 tháng 3 năm 2024  | [ 22 ] |
| 13  | Lê Quốc Đạt               | Giám đốc Ban Quản lý dự án Đầu tư xây dựng các công trình giao thông, Trưởng Phòng Quản lý Đầu tư Sở Giao thông vận tải tỉnh Quảng Ngãi                                  | 8 tháng 3 năm 2024  | [ 22 ] |
| 14  | Phạm Ngọc Cương           | Phó Tổng Giám đốc Tập đoàn Phúc Sơn | 8 tháng 3 năm 2024  | [ 22 ] |
| 15  | Đặng Trung Hoành          | Chánh Văn phòng Huyện ủy huyện Mang Thít, tỉnh Vĩnh Long | 8 tháng 3 năm 2024  | [ 22 ] |
| 16  | Lê Viết Chữ               | Phó Chủ tịch, Chủ tịch Ủy ban nhân dân tỉnh, Bí thư tỉnh Quảng Ngãi | 27 tháng 3 năm 2024 | [ 27 ] |
| 17  | Phạm Hoàng Anh            | Phó Bí thư Thường trực Tỉnh ủy, Giám đốc Sở Xây dựng tỉnh Vĩnh Phúc | 27 tháng 3 năm 2024 | [ 28 ] |
| 18  | Nguyễn Văn Khước          | Phó Chủ tịch Ủy ban nhân dân tỉnh, Chủ tịch Hội đồng thẩm định giá đất tỉnh Vĩnh Phúc                                                                                    | 23 tháng 4 năm 2024 | [ 30 ] |
| 19  | Chu Quốc Hải              | Phó Giám đốc Sở Tài nguyên và Môi trường tỉnh Vĩnh Phúc | 23 tháng 4 năm 2024 | [ 30 ] |
| 20  | Hoàng Văn Nhiệm           | Phó Giám đốc Sở Tài chính tỉnh Vĩnh Phúc | 23 tháng 4 năm 2024 | [ 30 ] |
| 21  | Cao Đại Nghĩa             | Phó Trưởng phòng Giá, Cục Quy hoạch và Phát triên tài nguyên đất, Bộ Tài nguyên và Môi trường                                                                            | 23 tháng 4 năm 2024 | [ 30 ] |
| 22  | Đinh Thị Thu Hương        | Trưởng phòng giá đất bồi thường tái định cư, Chi cục Quản lý đất đai, Sở Tài nguyên và Môi trường, thành viên Tổ giúp việc cho Hội đồng thẩm định giá đất tỉnh Vĩnh Phúc | 23 tháng 4 năm 2024 | [ 30 ] |
| 23  | Nguyễn Ngọc Huy           | Giám đốc Công ty Thẩm định giá Nam Hà | 23 tháng 4 năm 2024 | [ 30 ] |

### Trường hợp khác

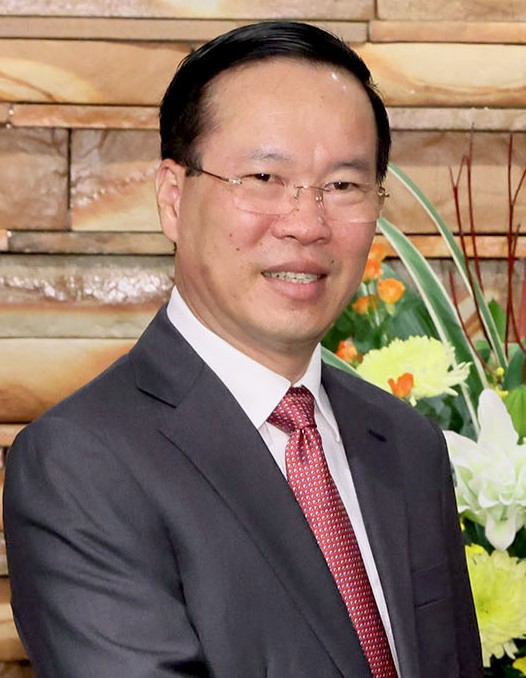
Võ Văn Thưởng khi còn là Chủ tịch nước vào năm 2023

Trong thời gian sai phạm diễn ra tại Quảng Ngãi của Tập đoàn Phúc Sơn kéo dài từ năm 2012 đến hiện tại, trong thời gian đó, ông Võ Văn Thưởng có thời gian được Bộ Chính trị phân công giữ chức vụ Bí thư Tỉnh ủy Quảng Ngãi từ năm 2011 đến năm 2014 thay ông Nguyễn Hòa Bình. Theo truyền thông phương Tây, có sự liên quan giữa các sai phạm này với vụ từ chức Chủ tịch nước của ông Võ Văn Thưởng với lý do "vi phạm Quy định về những điều đảng viên không được làm, Quy định về trách nhiệm nêu gương của cán bộ, đảng viên,..." và "chịu trách nhiệm người đứng đầu". Theo BBC News, Hoàng Thị Thúy Lan – người đang bị bắt giữ còn từng là Ủy viên Trung ương Đoàn Thanh niên Cộng sản Hồ Chí Minh vào lúc ông Thưởng công tác tại cơ quan này.
Ngày 25/11/2024, ba nguyên bí thư tỉnh ủy là Phạm Văn Vọng (Vĩnh Phúc), Ngô Đức Vượng, và Nguyễn Doãn Khánh (đều Phú Thọ) bị Ban Chấp hành Trung Ương khai trừ khỏi Đảng do nhiều sai phạm liên quan đến vụ án tại Tập đoàn Phúc Sơn.

## Hậu quả

### Thay đổi công tác nhân sự
Ngày 21 tháng 3, sau khi Hà Hoàng Việt Phương – Trưởng Ban Quản lý khu kinh tế Dung Quất bị bắt giữ để điều tra, Ủy ban nhân dân tỉnh Quảng Ngãi đã giao Đàm Minh Lễ – Phó Trưởng Ban phụ trách và điều hành tiếp tục đơn vị này. Ở Quảng Ngãi, sau khi Chủ tịch Ủy ban nhân dân tỉnh bị bắt giữ, Ban Thường vụ Tỉnh ủy cho phép ông Trần Hoàng Tuấn, Phó Chủ tịch thường trực tạm điều hành Ủy ban nhân dân tỉnh cho đến khi kiện toàn chức Chủ tịch Ủy ban nhân dân tỉnh Quảng Ngãi.

## Đánh giá
Trong quá trình điều tra vụ án, chia sẻ về việc Phó Giám đốc Công ty chỉ mới học lớp 4, Trung tướng Tô Ân Xô cho rằng, "Nghèo vượt khổ là tốt, là đáng khuyến khích nhưng trong quá trình làm giàu không được xâm phạm quyền và lợi ích chính đáng của Nhà nước và nhân dân". Thiếu tướng Nguyễn Văn Thành, Phó Cục trưởng Cục Cảnh sát điều tra tội phạm về tham nhũng, kinh tế, buôn lậu cho rằng vụ sai phạm này đã được xem là "một vụ án lớn, với loại tội phạm mới". Bị can Hậu đã dựa vào các mối quan hệ với người có quyền lực nhằm chi phối, lũng đoạn, "gây ảnh hưởng đến hoạt động bình thường của hệ thống chính trị ở cơ sở" và "làm xấu hình ảnh của Đảng và chính quyền nhân dân".